# Supercoppa CAF 2022
La Supercoppa CAF 2022 è stata la trentunesima edizione della Supercoppa CAF e si è disputata il 10 settembre 2022 allo Stadio Moulay Abdallah di Rabat, in Marocco.
Nella partita si sono affrontate il Wydad Casablanca, vincitore della CAF Champions League 2021-2022, e lo RS Berkane, vincitore della Coppa della Confederazione CAF 2021-2022. Ad imporsi sono stati gli ospiti, che hanno sconfitto i padroni di casa per 0-2, conquistando il trofeo per la prima volta nella loro storia.

## Squadre
| Squadre          | Qualificazione                                           | Partecipazioni precedenti (il grassetto indica la vittoria) |
| ---------------- | -------------------------------------------------------- | ----------------------------------------------------------- |
| Wydad Casablanca | Vincitore della CAF Champions League 2021-2022           | 3 (1993, 2003, 2018)                                        |
| RS Berkane       | Vincitore della Coppa della Confederazione CAF 2021-2022 | 1 (2021)                                                    |

## Tabellino
| Arbitro: | Mustapha Ghorbal |

|  |           |                                    |
|  | Marcatori | El Bahri 32’ El Moudane 71’ (rig.) |